# Avanti ragazzi di Buda
«Avanti ragazzi di Buda» es una canción anticomunista italiana, escrita por Pier Francesco Pingitore en 1966 y musicalizada por Dimitri Gribanovski. La letra de la canción hace referencia al desencadenamiento de la Revolución húngara de 1956 y su represión por parte de la Unión Soviética. La canción es principalmente conocida dentro del ámbito de la derecha italiana.

## Origen
«Avanti ragazzi di Buda» fue escrita en octubre de 1966 por Pier Francesco Pingitore, en ocasión del décimo aniversario de la Revolución húngara de 1956 y en respuesta al silencio mediático con respecto a la llegada del evento. La canción, musicalizada por Dimitri Gribanovski e interpretada en un principio por Pino Caruso, inmediatamente resultó un éxito en la compañía teatral Il Bagaglino y luego se difundió sobre todo en el ambiente universitario romano. Su primera grabación se remonta a 1984 por el Fronte della Gioventù de Trieste.

## Difusión
La canción es conocida también en Hungría, donde se realizó una versión parcial en húngaro. En septiembre de 2019 el primer ministro húngaro Viktor Orbán, invitado en una manifestación de Fratelli d'Italia, definió la canción como «la más bella jamás compuesta sobre la revolución de 1956».
A menudo, la canción es cantada como un cántico de fútbol por los ultras de la Lazio.
El 23 de octubre de 2020, en el aniversario de la revolución, se le otorgó a Pingitore la Gran Cruz de la Orden del Mérito de la República Húngara por haber escrito la canción.

## Letra
Avanti ragazzi di Buda
avanti ragazzi di Pest
studenti, braccianti, operai,
il sole non sorge più ad Est.

Abbiamo vegliato una notte
la notte dei cento e più mesi
sognando quei giorni d'ottobre,
quest'alba dei giovan'ungheresi.

Ricordo che avevi un moschetto
su portalo in piazza, ti aspetto,
nascosta tra i libri di scuola
anch'io porterò una pistola.

Sei giorni e sei notti di gloria
durò questa nostra vittoria
ma al settimo sono arrivati
i russi con i carri armati.

I carri ci schiaccian le ossa,
nessuno ci viene in aiuto
il mondo è rimasto a guardare
sull'orlo della fossa seduto.

Ragazza non dirlo a mia madre
non dirle che muoio stasera
ma dille che sto su in montagna
e che tornerò a primavera.

Compagni noi siam condannati,
sconfitta è la rivoluzione
fra poco saremo bendati
e messi davanti al plotone.

Compagno il plotone già avanza,
già cadono il primo e il secondo
finita è la nostra vacanza,
sepolto l'onore del mondo.

Compagno riponi il fucile
torneranno a cantare le fonti
quel giorno serrate le file
e noi torneremo dai monti.

Avanti ragazzi di Buda,
avanti ragazzi di Pest
studenti, braccianti e operai,
il sole non sorge più all'Est.